# Grzebacznik indyjski
Grzebacznik indyjski (Cremnomys cutchicus) – gatunek gryzonia z rodziny myszowatych, występujący w Indiach.
Gatunek został opisany naukowo w 1912 roku przez R.C. Wroughtona.

## Biologia
Zwierzęta te prowadzą nocny tryb życia, kopią nory. Zamieszkują obszary tropikalne i subtropikalne, porośnięte krzewami liściastymi i trawami, a także pustynne i skaliste. Są spotykane na terenach rolniczych. Występują w północno-zachodniej i południowo-centralnej części Indii, a także w mniejszej enklawie w pobliżu Patny.

## Populacja
Grzebacznik indyjski jest uznawany za gatunek najmniejszej troski, nie są znane zagrożenia dla tego gatunku. Populacja jest stabilna. W prawodawstwie indyjskim jest zaliczony do szkodników.